# 12频道 (以色列)
彩虹频道12 （希伯來語：ערוץ 12）是Keshet传媒旗下的以色列免费电视频道，2017年11月1日開始播出。12频道由Keshet传媒下轄的一家独立公司直接运营。該電視頻道的前身是1993年11月4日開播的以色列2频道。